# Theodus Crane
Theodus Crane (nacido el 18 de junio de 1979) es un luchador y actor estadounidense, conocido por sus papeles en The Walking Dead y Underground.

## Carrera

### Actuación
Crane ha tenido varios papeles secundarios en cine y televisión. Sus papeles más notables son Big Tiny en  The Walking Dead, y Zeke en Underground.

### Artes marciales
Crane está entrenado en judo, kickboxing, boxeo, Artes marciales filipinas y San Da. Es dos veces campeón del mundo amateur en la Liga Mundial de Sanda.

## Filmografía

### Películas
| Año  | Título                                 | Rol                    | Notas                       |
| ---- | -------------------------------------- | ---------------------- | --------------------------- |
| 2011 | Dark Blue                              | Terrance               |                             |
| 2012 | Rook                                   | Sweet Leon             |                             |
| 2013 | The Starving Games                     | Cleaver Williams       |                             |
| 2013 | Christmas in Conway                    | Lonnie                 | Película para la televisión |
| 2014 | Catch of the Day                       | Mavis Bayle            |                             |
| 2014 | Barefoot                               | Bouncer                |                             |
| 2014 | The Bag Man                            | Goose                  |                             |
| 2014 | RTTS (Random Time Traveler's Syndrome) | Davey                  | Cortometraje                |
| 2014 | Serial Killer Groupie                  | Thurston Dixon         | Cortometraje                |
| 2015 | Street Level                           | Fatman                 |                             |
| 2016 | Anthrax: Blood Eagle Wings             | Tormentor - The Reaper | Video Cortometraje          |
| 2016 | Here Comes Rusty                       | Ron                    |                             |
| 2023 | Five nights at Freddy’s                | Jeremiah               | Película de cine            |

### Televisión
| Year | TV Show          | Role        | Notes                          |
| ---- | ---------------- | ----------- | ------------------------------ |
| 2012 | Breakout Kings   | Jogo        | Episodio: "Double Down"        |
| 2012 | The Walking Dead | Big Tiny    | 2 episodios                    |
| 2014 | Wild Card        | Umi         | Pilot                          |
| 2015 | Kill Em All LA   | DJ          | Episodio: "Speak of the Devil" |
| 2015 | Less Is More     | The Bouncer | TV Mini-Series                 |
| 2016 | Underground      | Zeke        | 5 episodios                    |
| 2019 | Cloak & Dagger   | Bo          | Episodio: "Vikingtown Sound"   |